# شقاق پستان
شقاق پستان (ترک‌خوردگی نوک پستان ،شقاق نوک پستان، ترک‌خوردگی سینه، یا شقاق نوک سینه، ترک‌خوردگی نوک سینه، شکاف نوک سینه) ممکن است به دلایل متعدد در زنان شیرده ایجاد شود. ترک‌خوردگی نوک پستان در دوران شیردهی می‌تواند سبب درد، خشکی، تحریک (پوستی) یا سوزش یا خونریزی در نوک یکی از پستان‌ها یا هر دو پستان زن شیرده شود. شقاق پستان ممکن است منجر به احساس درد شدید در ناحیه سینه در مادر شیرده شده و این امر می‌تواند به عنوان یک عامل بازدارنده برای ادامه شیردهی به کودک توسط مادر عمل کند. ترک‌خوردگی نوک پستان می‌تواند به صورت یک بریدگی در نوک پستان دیده شده (و این بریدگی) ممکن است (از نوک پستان) تا سطح پستان گسترش یابد. ترک‌خوردگی نوک پستان پس از تولد نوزاد ایجاد می‌شود و با درمان‌های دارویی و غیردارویی مدیریت می‌گردد. 

## علائم و نشانه‌ها
ترک‌خوردگی نوک سینه به عنوان یکی از بیماری‌های پستان طبقه‌بندی می‌شود. نوک سینه نه تنها ارگانی جهت تحویل شیر مادر به نوزاد است، بلکه دارای غدد چربی کوچک یا غدد مونتگومری برای چرب کردن پوست هاله پستان است. شقاق پستان اغلب با شیردهی همراه است و به صورت ترک‌خوردگی یا بریدگی کوچک یا پارگی در پوست نوک پستان ظاهر می‌شود. در برخی موارد شقاق پستان ممکن است خود را به صورت زخم نشان دهد. نوک پستان در مادر شیرده به‌طور مداوم با نوزاد شیرخوار در تماس است. شقاق پستان باعث آسیب‌دیدگی نوک سینه شده و می‌تواند بسیار دردناک باشد. شقاق پستان معمولاً سه تا هفت روز پس از به دنیا آمدن نوزاد در مادر ظاهر می‌شود.
اگر نوک پستان گوه‌ایی شکل بوده یا سفید و صاف به نظر برسد، این امر ممکن است نشانه‌ای از این امر باشد که شیرخوار به خوبی قادر به گرفتن سینه مادر نخواهد بود و (به همین دلیل) در مادر شیرده با نوک پستان گوه‌ای‌شکل یا صاف احتمال ایجاد شقاق نوک پستان وجود دارد.

### عوارض
باکتری‌ها می‌توانند از طریق شکاف‌های موجود در نوک سینه‌های ترک‌خورده وارد پستان شوند که این امر خطر ابتلا به ماستیت (عفونت پستان) را افزایش می‌دهد. عفونت کاندیدا (برفک) نوک پستان نیز ممکن است (همراه با شقاق پستان) رخ دهد، در صورت وجود برفک نوک سینه، نوک پستان ترک خورده، دردناک و به رنگِ صورتی پر رنگ می‌باشد.

### موارد منع شیردهی در صورت وجود شقاق پستان
از آنجایی که شقاق پستان می‌تواند سبب خونریزی از نوک ترک خورده پستان و در نتیجه تماس نوزاد با خون (مادر) شود، ممکن است به مادرانی که مبتلا به انواع خاصی از بیماری‌های واگیر قابل انتقال از راه خون، هستند توصیه شود که در صورت وجود شقاق پستان، شیردهی را متوقف کنند. یافته‌های موجود نشان می‌دهد که در صورتی که مادر دچار شقاق پستان مبتلا به بیماری هپاتیت بی باشد، شیردهی مادر مبتلا به هپاتیت بی به نوزاد شیرخوار (در صورت وجود شقاق پستان در مادر) بدون خطر می‌باشد.
در صورتی که مادر شیرده در فاصله زمانی یک تا دو هفته بلافاصله پس از ابتلا به بیماری توکسوپلاسموزیس (زمانی که هنوز انگل توکسوپلاسما در خون گردش می‌کند) دچار ترک‌خوردگی و خونریزی و التهاب در پوست نوک پستان وکسوپلاسما از نظر تئوری امکان انتقال انگل توکسوپلاسما گوندی از مادر شیرده دچار شقاق پستان به نوزاد شیرخوار وجود دارد. در مادرانی که دچار بیماری‌های کمبود سیستم ایمنی هستند انگل توکسوپلاسما برای مدت طولانی‌تری می‌تواند در سیستم گردش خون مادر باقی بماند با این همه، احتمال انتقال انگل توکسوپلاسما از طریق شیر مادر بسیار کم است
خطر انتقال HIV در صورتی افزایش می‌یابد که مادر دچار خونریزی از محل ترک‌خوردگی پوست شقاق پستان باشد بیماری شاگاس (یک نوع بیماری عفونی نادر) در مادر، می‌تواند از طریق ترک‌خوردگی پوست نوک سینه‌های مادر دچار شقاق پستان به شیرخوار منتقل شود. در مورد هپاتیت سی به زنان مبتلا به هپاتیت سی توصیه می‌شود در صورت وجود شقاق پستان یا خونریزی از محل ترک‌خوردگی نوک پستان از شیردهی به نوزاد خودداری کنند.

## علت
برخی از مطالعات نشان می‌دهند که شقاق پستان به دلیل روش نادرست گرفتن سینه مادر توسط نوزاد ایجاد می‌شود. با این حال دلایل دیگری از جمله وضعیت نامناسب قرار گرفتن نوزاد در زیر سینه مادر هنگام شیردهی، استفاده از شیشه شیر، احتقان پستان‌ها، بی تجربگی مادر، فرورفته بودن نوک سینه‌ها، استفاده از شیردوش و کم بودن میزان رنگدانه پوستی در نوک سینه‌ها ممکن است در ایجاد شقاق پستان نقش داشته باشند. احتقان سینه می‌تواند یکی از عوامل اصلی در تعیین چگونگی توانایی شیرخوار برای گرفتن پستان مادر باشد. احتقان پستان باعث تورم پستان و همچنین صاف و سفت شدن (پوست) پستان و در نتیجه تغییر در شکل و انحنای ناحیه نوک پستان می‌گردد. نوک سینه‌های پستانهای محتقن صاف هستند.
هنگامی که شیرخوارسینه مادر را به روش درست می‌گیرد، نوک پستان در مقابل نرم کام که همان قسمت نرم در عقب سقف دهان کودک است قرار می‌گیرد. هنگامی که نوک پستان مادر نزدیک قسمت جلوی سقف دهان شیرخوار قرارگیرد و به سخت کام (قسمت سخت جلوی سقف دهان نوزاد) فشرده شود این امر (تماس نوک پستان با قسمت سخت سقف دهان شیرخوار) باعث درد و ایجاد ترک‌خوردگی در نوک سینه مادر شیرده می‌شود. یکی از علل دردناک شدن و ترک خوردگی نوک سینه‌ها، وضعیت نادرست قرار گرفتن کودک زیر سینه مادر و همچنین طریقه نادرست گرفتن سینه مادر توسط نوزاد است. نوزاد شیرخوار به طرق مختلف می‌تواند باعث ایجاد شقاق سینه شود از جمله خود مک زدن نوزاد و مکیدن پستان مادر با فشار مَکِش زیاد توسط نوزاد، و کشیدن نوک پستان مادر توسط نوزاد، و حتی مالش پوست نوزاد به پوست سینه مادر همگی می‌توانند باعث ایجاد شقاق پستان در مادر شوند. زخم و ترک‌خوردگی در نوک سینه‌های مادر همچنین می‌تواند ناشی از عفونت قارچی یا کاندیدیاز (برفک) در نوزاد یا مادر یا هر دو باشد. برفک می‌تواند پس از استفاده از آنتی‌بیوتیک‌ها (توسط مادر یا نوزاد) ایجاد شود. برای مادرانی که برای اولین بار شیر می‌دهند، معمولاً چند بار امتحان لازم است تا مادر و شیرخوار طریقه درست گرفتن سینه را یاد بگیرند، همین امتحان مکرر می‌تواند باعث حساس شدن و درد نوک سینه‌ها در چند روز اول شود. اگر نوک سینه‌ها ترک خورد یا خونریزی کرد، ممکن است نیاز به اصلاح طریقه گرفتن سینه مادر توسط نوزاد شیرخوار باشد. در صورت بروز شقاق سینه به مادران شیرده توصیه می‌شود به شیردهی ادامه دهند، چرا که این امر به بهبود نوک سینه‌ها کمک می‌کند. (قرار دادن) کمی شیر مادر یا کرم یا پماد لانولین خالص (روی محل شقاق پستان) به روند بهبودی کمک می‌کند.
اگر در کنار تغذیه با شیر مادر از شیشه شیر استفاده شود، نوک سینه‌ها ممکن است ترک بخوردند، دلیل امر (عادت کردن نوزاد به طریقه مکش از بطری شیر) و تفاوتی است که بین روش مکیدن شیر از شیشه شیر و پستان مادر توسط نوزاد وجود دارد. نوزادانی که از شیشه شیر می‌خورند از زبان خود برای تنظیم جریان شیر استفاده می‌کنند. در صورتی که شیرخوار (به تغذیه با شیشه عادت کرده باشد) هنگام گرفتن سینه مادر از همین روش (استفاده از زبان برای تنظیم جریان شیر) استفاده می‌کنند، مالش زبان شیرخوار به نوک سینه مادر باعث ایجاد (خراش) ناشی از اصطکاک روی نوک پستان مادر در هنگام شیردهی می‌شود. این امر (خراش و درد سینه ناشی از اصطکاک ناشی از مالش زبان کودک به سینه مادر) به نوبه خود موجب استفاده بیشتر از شیشه شیر و سپری کردن زمان کمتر برای شیردهی توسط مادر می‌گردد.
درد ناشی از ترک‌خوردگی نوک سینه گاهی می‌تواند منجر به قطع شیردهی شود. علاوه بر ترک‌خوردگی در پوست نوک پستان، تاول یا زخم نیز می‌توانند در نوک پستان ایجاد شوند.

## جلوگیری
نوک پستانهای مادران شیرده به‌طور طبیعی ماده مرطوب‌کننده ای برای جلوگیری از خشک شدن، ترک خوردن یا عفونت (پوست نوک پستان) می‌سازد.
موارد زیر برای جلوگیری از ایجاد شقاق پستان در مادر شیرده توصیه می‌گردد:
- از مصرف صابون (جهت شستشوی پستان مادر شیر ده) خودداری کنید (صابون چربی پوست را حل کرده و باعث خشکی پوست نوک پستان می‌شود) همچنین از ساییدن (کیسه کشیدن) و خشک کردن پستانها و نوک سینه‌ها با الیاف زبر خودداری کنید.
- جهت محافظت از پستان پس از هر بار شیردهی کمی شیر مادر به نوک پستان بمالید.[۱۵][۱۶][۱۷]
- نوک سینه‌ها برای جلوگیری از ترک خوردن و عفونت باید خشک نگه داشته شوند.[۱۸][۱۶]

بابونه رومی گاهی به عنوان یک دارو در طب جایگزین (طب سنتی) برای درمان ترک خوردگی نوک پستان به‌طور موضعی استفاده می‌شود. با این حال، هیچ مدرک علمی برای اثربخشی آن وجود ندارد استفاده از بابونه رومی در دوران بارداری مجاز نیست.

## درمان
نوک سینه‌های ترک‌خورده را می‌توان با لانولین خالص (لانولین ۱۰۰٪) درمان کرد. همچنین می‌توان پدهای دارای گلیسیرین را در یخچال قرار داد تا خنک شده و سپس (پد گلیسیرین سرد) را روی نوک پستان‌ها گذاشت تا به تسکین و التیام نوک‌های ترک‌خورده یا دردناک سینه‌ها کمک کند. اگر شقاق پستان به دلیل بیماری برفک (عفونت قارچی نوک پستان باشد) درمان معمولاً با داروی نیستاتین شروع می‌شود. اگر مادر علامت دار باشد، می‌توان مادر و نوزاد را درمان کرد. این امر قابل توجه است که ادامه شیردهی مادر به نوزاد (علیرغم وجود شقاق پستان) به بهبود شقاق پستان کمک می‌کند. استفاده از مقدار کمی شیر مادر یا مقدار کمی پماد یا کِرِم لانولین خالص به روند بهبودی کمک می‌کند.
مشاوره با متخصصان تغذیه با شیر مادر شامل پرستاران، ماماها و مشاوران شیردهی می‌توانند در درمان ترک‌خوردگی نوک سینه‌ها کمک کنند.
توصیه‌های گوناگونی برای درمان شقاق پستان وجود دارد، بی فایده بودن بعضی از این توصیه‌ها در درمان شقاق پستان امری شناخته شده است. کوتاه نگاه داشتن زمان شیردهی (با تصور اینکه با کوتاه کردن زمان شیردهی نوک پستان زمان کافی برای بهبودی در فواصل شیردهی خواهد داشت) توصیه ایی بی فاید جهت درمان شقاق سینه است، استفاده از محافظ نوک پستان یکی دیگر از توصیه‌های بی فایده موجود است. کوتاه نگاه داشتن زمان شیردهی (توسط مادر) به منظور استراحت نوک سینه‌ها در تسکین درد ترک خوردگی نوک سینه مؤثر نیست و می‌تواند بر شیردهی تأثیر منفی بگذارد. همچنین محافظ نوک پستان نحوه گرفتن سینه مادر را توسط شیرخوار بهبود نمی‌بخشد.

## همه گیرشناسی
در یک نظرسنجی در شهر نیویورک، ۳۵ درصد از مادران شیرده پس از یک هفته (از شروع شیردهی) شیردهی را به دلیل درد ناشی از شقاق پستان متوقف کردند. سی درصد از مادران شیرده بین هفته‌های اول تا سوم شیردهی شیردادن به نوزاد را به دلیل درد ناشی از شقاق سینه متوقف کردند. نظرسنجی دیگری از مادران شیرده در برزیل گزارش داده که در کودکانی که به تنهایی با شیر مادر تغذیه می‌شوند در صورت بروز شقاق سینه در مادر احتمال قطع تغذیه تنها با شیر مادر به میزان ۲۵٪ از مادران سالم بیشتر است. مادرانی که سطح تحصیلات بالاتری دارند در صورت وجود شقاق پستان دردناک به احتمال بیشتری به تغذیه کودک با شیر مادر ادامه می‌دهند.

## جامعه و فرهنگ
گزارشهای متعددی در مورد اهمیت جلوگیری از ایجاد شقاق نوک سینه‌ها در دوران شیردهی موجود است. در یک نظرسنجی غیررسمی در مورد شیردهی به نوزادان در بریتانیا، برخی از مادران دلیل قطع شیردهی به نوزاد را وجود درد شدید در هنگام شیردهی به دلیل وجود شقاق پستان ابراز کردند.

## کتابشناسی - فهرست کتب
- Dennis, Cindy-Lee; Jackson, Kim; Watson, Jo (2014-12-15). "The Cochrane Library". Cochrane Database of Systematic Reviews (به انگلیسی) (12): CD007366. doi:10.1002/14651858.cd007366.pub2. PMID 25506813.